# 揚基希爾 (內布拉斯加州)
揚基希爾（英語：Yankee Hills）是位於美國內布拉斯加州蘭開斯特縣的普查規定居民點。

## 人口
根據2020年美國人口普查的數據，揚基希爾的面積為10.30平方千米，皆為陸地。當地共有人口286人，而人口密度為每平方千米27.77人。